# Notemigonus crysoleucas
Notemigonus crysoleucas är en fiskart som först beskrevs av Samuel L. Mitchill, 1814.  Notemigonus crysoleucas ingår i släktet Notemigonus och familjen karpfiskar. IUCN kategoriserar arten globalt som livskraftig. Inga underarter finns listade i Catalogue of Life.